# 吉野元順

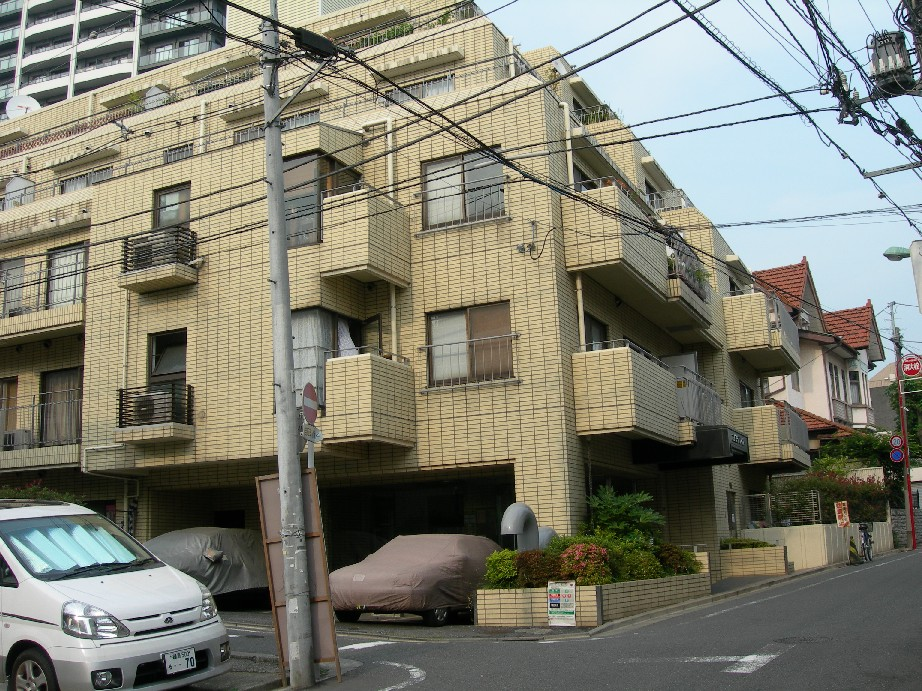
吉野元順邸跡、現在は「コスモ市谷」というマンションが建っている

吉野 元順 (?)　代々漢医業を生業とする。名前は世襲している。明治以降は東京府士族。田安家御抱医師、東京府医師会第三大区幹事。
文化年間（1810年前後）に父元順が市谷御先手同心組屋敷、および市谷甲良屋敷（現在の市谷甲良町1番地、および市谷柳町25番地の一部）を地借りし、医塾「回春堂」を開塾する（東京府開学調書）。市谷牛込切絵図に「イシ」として、同所に記載される。居住屋敷は内藤新宿にあった。
明治維新後、居を市谷甲良町1番地に移し、幹事を勤めていた。ただ、この塾がいつ廃塾したかは定かではない。
元順の死亡日は確認できない（明治18年以降）が、亡き後に家督を相続した息子の元良（医師）が塾を継いでいないことから、明治10年代には廃塾したものと思われる。
吉野家は明治末期に元良が死亡したため、このころに医業は廃業したようだ。息子の辰彦は大正年間まで市谷甲良町に住んでおり、現在子孫は関西にいる。
菩提寺は牛込天神町芳心院。墓碑は同町済松寺墓所にある。